# Canis variabilis
O Canis variabilis é uma subespécie extinta de canídeo nativa da eurásia.
O Canis variabilis é o suposto ancestral do Lobo-cinza (Canis lupus),essa teoria foi imposta em 2018.

## Taxonomia
Segundo estudos, o Lobo-cinza (Canis lupus) é descendente do lobo-variável (Canis variabilis).
O Canis variabilis é por muitos classificado como Canis lupus variabilis ou Canis familiares variabilis, mas grande parte dos estudos o apontam como uma subespécie do Lobo-de-mosbach (Canis mosbachensis).

## Paleobiologia
Poucos se sabe qual era o real comportamento do Canis variabilis, alguns sugerem que tenham sido animais solitários e teriam comportamento semelhante ao do atual coiote com outros afirmando que viveriam em grupos como seu possível descendente o lobo-grisalho.
Alguns dizem que esse canídeo era um carniceiro solitário, mas apesar da confirmação deste ser de hábitos solitários não existe a confirmação de ser de fato um carniceiro. Mas é possível ter sido um oportunista como seus parentes atuais.

## Relação com o lobo e o cão
O Canis variabilis era uma espécie de canídeo e praticamente um Grupo-irmão do Canis lupus.
Muitos postulam esse animal como o ancestral do Cão (Canis lupus familiares) devido seus fósseis serem quase 95% idênticos ao de cães e lobos encontrados.
Mas alguns estudos o postulam como o ancestral do Canis lupus até então essa taxonomia é aceita.
Os Canis variabilis tinham mais semelhanças com os cães do que com os lobos, sendo que a grande maioria dos seus fósseis foram encontrados próximos ou dentro de construções de Seres humanos (Homo sapiens) podendo evidenciar que a espécie possa ter sido domesticada a um grande período.
Fósseis de canídeos um pouco distintos foram descobertos,eles eram uma clara mistura de Canis lupus x Canis variabilis podendo ser uma clara evidência de que lobos e lobos-variáveis possam ter tido filhos fertéis e que a partir daí a primeira geração dos Cães (Canis l. Familiares) possa ter se originado.